# U талас
U талас један је од таласа на електрокардиограму (ЕКГ). Долази након T таласа или реполаризације комора и не може се увек видети због своје мале величине. Иако је тачан извор -{U}- таласа  нејасан сматра се да он представља реполаризацију Пуркињеових влакана. 

## Теорије о пореклу  U таласа
Најчешће теорије о пореклу -{U}- таласа су:
- Одложена реполаризација Пуркињеових влакана

- Продужена реполаризација М-ћелија средњег миокарда

- Накнадни потенцијали који настају услед механичких сила у зиду срчане коморе

- Реполаризација папиларног мишића.

## Карактеристике нормалних U таласа
- U талас обично иде у истом смеру као и Т талас
- величина U таласа је обрнуто пропорционална срчаној фреквенцији: U-талас се повећава како се срчана фреквенција успорава
- U таласи генерално постају видљиви када срчани ритам падне испод 65 откуцаја у минути
- напон U таласа је нормално < 25% напона T-таласа: несразмерно велики U таласи су абнормални
- максимална нормална амплитуда U таласа је 1-2 мм

#### Абнормалности U таласа

##### 1. Изражени U таласи
U таласи се описују као изражени ако су >1-2 мм или 25% висине Т таласа.
Узроци изражених U таласа
Изражени U таласи се најчешће налазе код:
- брадикардија
- тешка хипокалијемија .

или могу бити присутни код:
- хипокалцемија
- хипомагнезијемија
- хипотермија
- повишеног интракранијалног притиска
- хипертрофија леве коморе
- хипертрофичне кардиомиопатија.

##### 2. Инвертовани (обрнути) U таласи
- Инверзија U-таласа је абнормална  у одводима са усправним Т таласима.
- Негативни U талас је веома специфичан за присуство срчаних обољења.

Уобичајени узроци инвертованих U таласа су:
- коронарна артеријска болест
- хипертензија
- болест срчаних залистака
- конгенитална срчана болест
- кардиомиопатија
- хипертиреоза

Инвертовани U таласи који се јављају код пацијената са болом у грудима
Код ових пацијената U-таласи:
- су веома специфичан знак исхемије миокарда,
- могу бити најранији маркер нестабилне ангине пекторис и еволуирајућег инфаркта миокарда,
- могу да предвиђају стенозу у ≥ 75% LAD/LMCA и присуство дисфункције леве срчане коморе.[3]